# Hans Sennholz
Hans F. Sennholz (Bergkamen, 3 febbraio 1922 – Grove City, 23 giugno 2007) è stato un economista tedesco, esponente della scuola austriaca e importante allievo di Ludwig von Mises.

## Biografia
Dal 1956 al 1992 ha insegnato economia al Grove City College, dove divenne anche segretario di dipartimento. Dopo il suo ritiro del 1992, è diventato presidente della Foundation for Economic Education, ruolo ricoperto fino al 1997.
Il membro del Mises Institute, Joseph Salerno, ha dichiarato in merito a Sennholz:
Il candidato alle presidenziali del 2008, Ron Paul, ha dichiarato tutta la sua stima verso questo economista, e nel 2000 espresse il desiderio di approfondire la conoscenza delle sue teorie.

## Opere
- Divided Europe, 1955
- Moneda y libertad, 1961
- The Great Depression, 1969
- Inflation or Gold Standard, 1973
- Gold is Money, 1975
- Death and Taxes, 1976
- Problemas económicas de actualidad, 1977
- Age of Inflation, 1977
- Money and Freedom, 1985
- The Politics of Unemployment, 1987
- Debts and Deficits, 1987
- The Great Depression: Will We Repeat It?, 1988
- The Savings and Loan Bailout, 1989
- Three Economic Commandments, 1990
- The First Eighty Years of Grove City College, 1993
- Reflection and Rememberance, 1997
- Sowing the Wind, 2004